# Katunje (Dhading)
Katunje (nep. कटुन्जे) – gaun wikas samiti w środkowej części Nepalu w strefie Bagmati w dystrykcie Dhading. Według nepalskiego spisu powszechnego z 2001 roku liczył on 1363 gospodarstw domowych i 7132 mieszkańców (3873 kobiet i 3259 mężczyzn).